# Нья (тибетская буква)

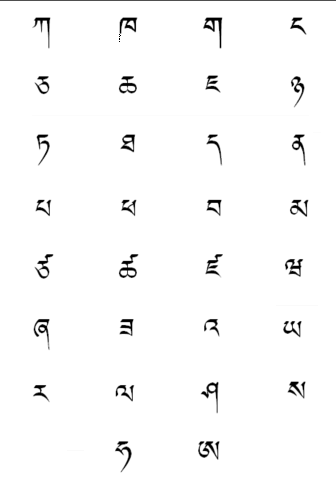

Нья (вайли Nya), ньяик — восьмая буква тибетского алфавита, в словарях Рериха и Дандорона «ня», в тибетских букварях ассоциируется со словом «рыба». Нья — слогообразующая буква, в комбинациях с приписными и надписными образует шесть инициалей, и если прибавить четыре омонимичные инициали на основе маятанья, то получается что в тибетском одиннадцать вариантов написания этого звука.
В словаре ньяик занимает около 3 % объёма.

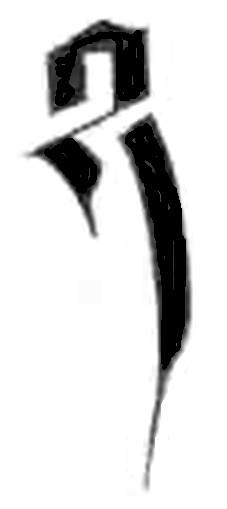
Нья рукописный (умэ)
Нья пхакпа

## Инициали
- Гаоньянья -

- Маоньянья -

- Раньятанья -

- Саньятанья -

- Баораньятанья -

- Баосаньятанья -